# Francophonie en Égypte
La francophonie en Égypte est la pratique et culture de la langue française dans ce pays, membre de l'Organisation internationale de la francophonie.
De plus, les villes d'Alexandrie, du Caire et de Port-Saïd sont membres de l'Association internationale des maires francophones.
Il y a 50 000 francophones réels (un grand nombre travaille dans le tourisme), et quelque 300 000 Égyptiens qui ont des notions de français. L'anglais est beaucoup plus important, et a détrôné le français dès les années 1950. Il y a sans doute quelque deux millions d'Égyptiens anglophones complets, surtout chez les plus jeunes, ainsi qu'un nombre équivalent d'Égyptiens qui ont des notions d'anglais. L'italien est parlé par quelque 20 000 Égyptiens, ainsi que le grec, surtout à Alexandrie et sa région. Dans l'Antiquité, le grec antique cohabitait avec le démotique, la langue des anciens Égyptiens, à Alexandrie.

## Historique
Depuis les campagnes napoléoniennes qui amenèrent, à côté de corps expéditionnaires, de nombreux ingénieurs, historiens, égyptologues, linguistes, juristes et médecins, l'Égypte accueillit une communauté française importante. D'autres communautés étrangères existèrent au même moment, italienne, grecque, israélite, etc. Toutes avaient en commun une « lingua franca » qui était le français. L'élite égyptienne, puis la classe moyenne, envoya ses enfants apprendre le français. Le code napoléonien servit de base aux institutions égyptiennes modernes. Jusqu'en 1956, année de la crise du canal de Suez, la langue française joua un rôle important en Égypte, y compris sous le protectorat britannique.

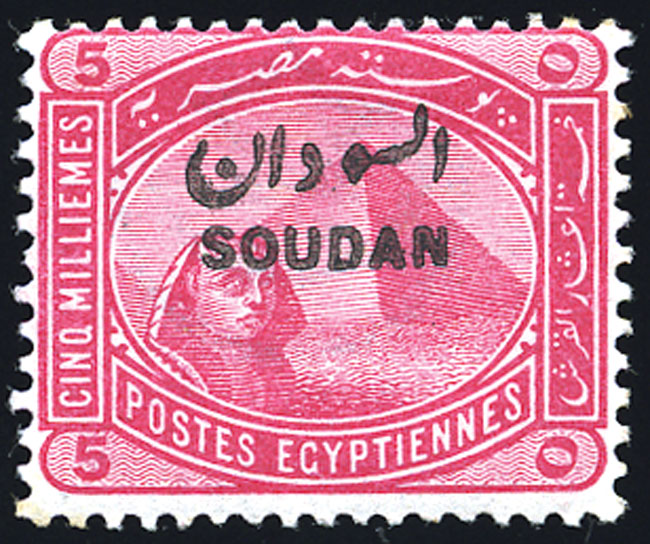
Timbre-poste égyptien bilingue (arabe et français), émis en 1897.
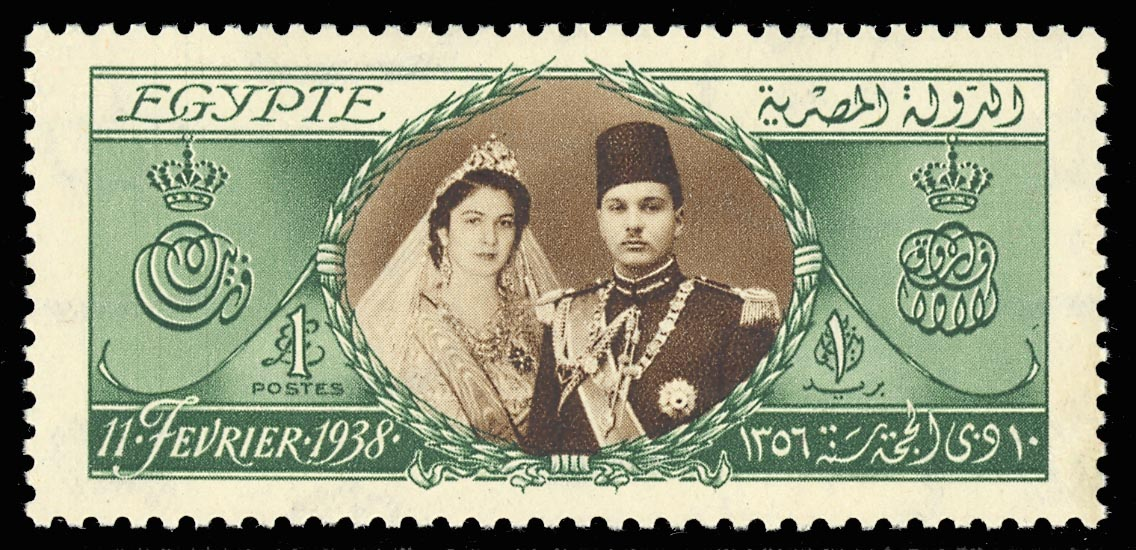
Timbre-poste égyptien bilingue (arabe et français), émis en 1938 à l’occasion du mariage du roi Farouk et de Farida.

Avec le départ des communautés étrangères d'Égypte, le français ne disparut pas pour autant. Sur le plan international, l'Égypte fut un membre actif au sein de la communauté francophone. C'est l'Égypte qui imposa la langue française dans tous les traités internationaux concernant la crise du Proche-Orient, par l'action du haut-diplomate égyptien, Boutros Boutros-Ghali, ancien secrétaire général des Nations unies, qui fut également secrétaire général de l'Organisation internationale de la francophonie.
Pour favoriser l'ouverture d'un département de littérature francophone, la Bibliothèque nationale de France a de son côté, dans le cadre de ses actions de coopération internationale, effectué le don à la Bibliotheca Alexandrina de 500 000 ouvrages. Il s'agit de doubles d'ouvrages reçus au titre du dépôt légal, parus entre 1966 et 2006 et couvrant tous les domaines de l'édition française,.

## Enseignement du français
La caractéristique essentielle du paysage bilingue égypto-français est sa diversité. Les types d’établissements sont de statuts différents (écoles expérimentales, lycées Al Horreya, écoles d’investissement, écoles confessionnelles).
Soixante-douze écoles dites « bilingues » enseignent le français renforcé (LV1) à 45 000 élèves. Les cours sont assurés par environ 2 000 enseignants, dont une cinquantaine de Français.
Élément phare d’un autre pan du bilinguisme en Égypte, le lycée français du Caire scolarise, quant à lui, plus de 1 600 élèves, parmi lesquels 47 % sont de nationalité française et 32,5 % de nationalité égyptienne. L'Institut français d'Égypte (antennes du Caire, d'Alexandrie et d'Héliopolis) participe également à l'enseignement du français en Égypte avec quelque vingt-deux salles de classe donnant des cours sept jours sur sept, rien que pour l'antenne principale du quartier Mounira du Caire.
Il faut y ajouter les 10 000 élèves supplémentaires répartis dans les cinq autres établissements cairotes, ainsi que dans le lycée d’Alexandrie, le lycée de Port-Saïd, les petites écoles françaises de Charm-el-Cheik, Hurghada et les nombreux instituts et écoles à cursus français qui poursuivent le même objectif. Néanmoins, il existe aujourd'hui des collèges privés catholiques, qui assurent un enseignement français, et cela dès la Seconde. Les élèves y passent aussi le baccalauréat français tout comme au lycée français du Caire. Les collèges du Sacré-cœur de Ghamra, de la mère de Dieu, de la Sainte Famille ainsi que le collège de la Salle en sont des exemples.
Enfin, comme composante non négligeable du paysage francophone éducatif égyptien, on évalue à quelque 1,7 million le nombre d’élèves, encadrés par environ 10 000 enseignants, qui étudient le français en deuxième langue vivante (LV2).
Les écoles privées chrétiennes d'enseignement francophone (dont certaines très anciennes et prestigieuses comme le Collège jésuite de la Sainte Famille au Caire (CSF) ou bien le Collège Saint-Marc d'Alexandrie), accueillent aujourd'hui une majorité de jeunes musulmans et en minorité seulement les élites chrétiennes traditionnelles (Coptes mais aussi des Égyptiens chrétiens d'origine syro-libanaise ou arménienne). Un contrat passé avec l'État égyptien assure en théorie un contrôle du contenu pédagogique.

## Écrivains francophones égyptiens
- Ahmed Rassim, poète
- Georges Henein, poète
- Joyce Mansour, poétesse
- Out-el-Kouloub, romancière
- Fawzia Assaad, philosophe et romancière
- Albert Cossery, écrivain
- Andrée Chedid, romancière
- Alaa al-Aswany, écrivain